# La mail che non ti ho scritto
La mail che non ti ho scritto è un singolo della cantante italiana Giulia Anania, pubblicato il 27 gennaio 2012 come primo estratto dal primo EP Giulia Anania.

## Descrizione
Il brano vede la partecipazione in scrittura della stessa Anania con il produttore Dardust, per l'edizione che vede la prima con un contratto in esclusiva per la Warner Chappell Music Italiana ed il secondo per la Universal Music Publishin. La composizione è affidata agli stessi assieme ad Emiliano Cecere.
È stato presentato per la prima volta dal vivo in occasione della partecipazione della cantante al Festival di Sanremo 2012 nella categoria Sanremosocial, venendo successivamente nella compilation del Festival che l'ha vista concorrere con lo stesso, Sanremo 2012.

## Video musicale
Il video, per la regia e montaggio di Lidia Ravviso Woka Production - Dop Enrico Barile, è stato reso disponibile il 30 marzo 2012.

## Tracce
Testi di Giulia Anania e Dario Faini, musiche di Giulia Anania, Dario Faini e Jerico.
1. La mail che non ti ho scritto – 3:11